# 바바리아인

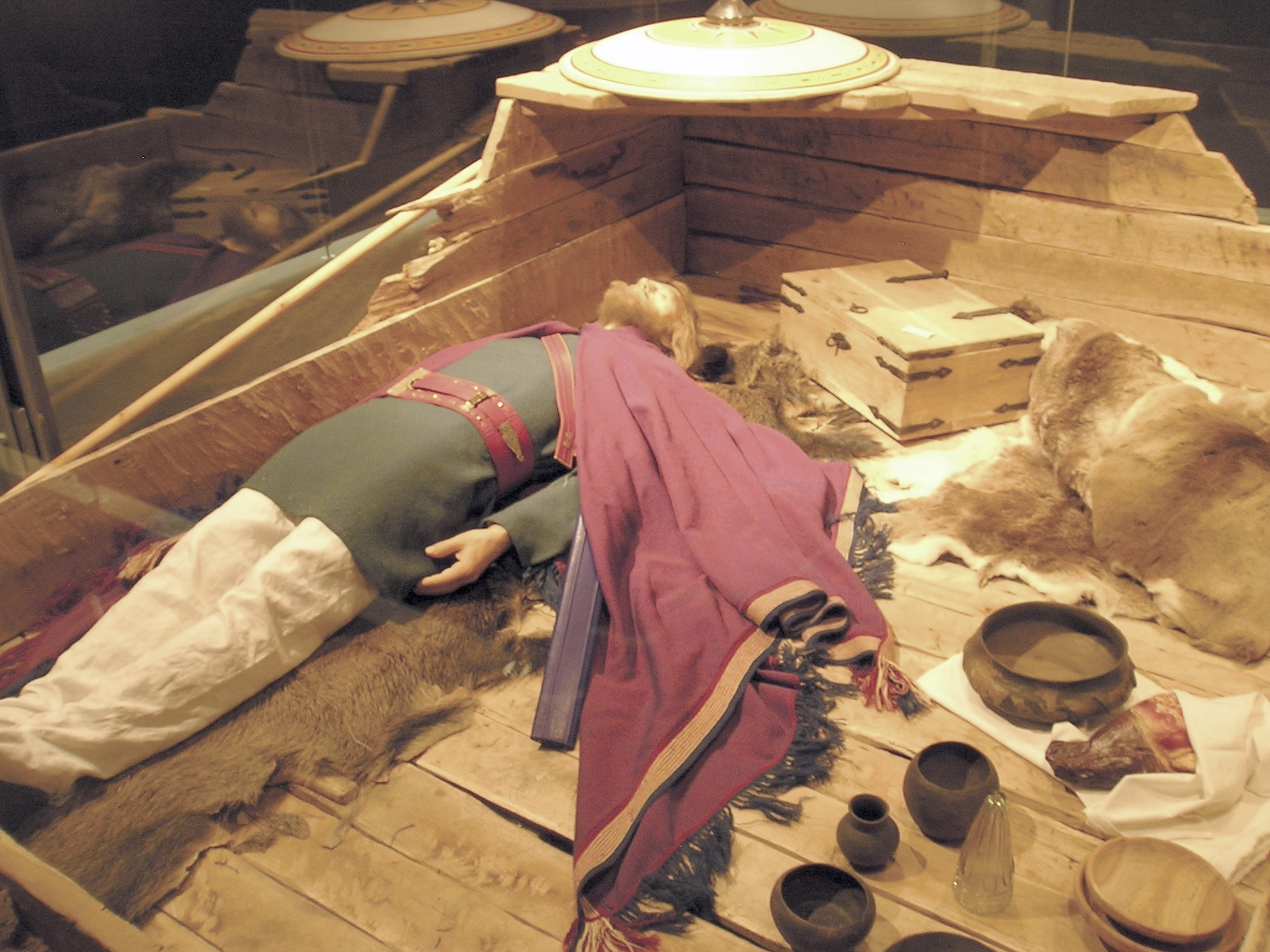
바바리아인으로 추정되는 케마텐 전사(Kemathen warrior)의 무덤 재현

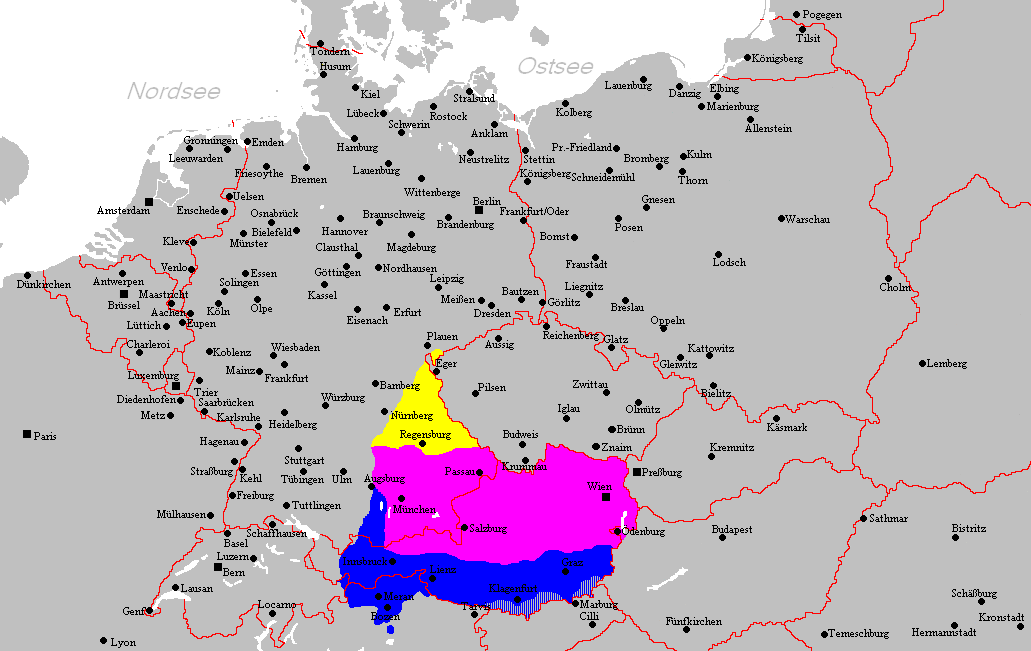
독일어 방언인 바바리아어(Bavarian) 혹은 오스트로-바바리아어(Austro-Bavarian)의 범위에 관한 지도

바바리(라틴어: Bavarii) 또는 바유바리(라틴어: Baiuvarii, 독일어: Bajuwaren)는 옛 게르만계 민족의 하나로, 오늘날 독일 바이에른 남부와 주변 지역에 정주하였다. 바이에른인이나 바바리아인이라고도 한다. 서기 6세기경부터 기록에 등장하기 시작하며, 이들의 문화, 언어, 정치체계는 이후 중세의 바이에른 공국과 오스트리아 변경백국의 기반이 되었다고 여겨진다. 독일 바바리아(바이에른)는 바바리아인의 이름을 그대로 이어받고 있다. 이들은 초기 바바리아어를 말하였으리라 추정되는데, 이 언어에서 유래한 방언들은 오늘날 바이에른인, 오스트리아인, 남티롤인이 사용하고 있다.

## 이름
'Baiuvarii'는 'Baiuvari'라고도 표기된다. 이는 '보헤미아에서 온 사람'을 뜻하는 것으로 보인다. 보헤미아라는 지명은 로마시대 이전에 일부 그곳을 떠났던 켈트족의 하나인 보이족(Boii)와 관련되어 있으며, 이후 게르만족이 그곳을 지배하였다. 바바리아인으로부터 바바리아라는 지명이 유래되었다.

## 언어
바바리아의 언어는 게르만어로 분류된다. 이들이 원래 동게르만어 혹은 서게르만어를 말하였는지는 모른다. 바바리아인의 언어에 대한 초기 증거는 인명과 룬 문자 비명 일부에 제한된다. 8세기에 바바리아인들은 서게르만어 어계에서 초기 오스트로바이에른어를 말하였던 것으로 보인다.

## 역사
바바리아라는 명칭은 6세기 라틴어 문헌에 처음 등장한다.
- 6세기 초, 노리쿰의 사도 성 세베리누스(Severinus of Noricum)의 전기에 명칭에 대한 언급 없이 지역만이 묘사되어 있다.[6]
- 바바리아인에 대한 초창기 문헌 중 하나는 520년 경 작성된 프랑크족의 민족 목록(Frankish Table of Nations)으로, 부르군드인, 튀링겐인, 롬바르드인과 친연관계에 있는 민족으로 묘사된다.[6]
- 로마의 역사가 요르다네스는 551년 저술한 자신의 저서『게티카(Getica)』에서 5세기 후니문트(Hunimund) 왕의 통치에 있었던 수에비족이 다뉴브에서 달마티아와 판노니아에 걸쳐 살고 있었으며, 프랑크족이 서쪽, 튀링겐인이 북쪽, 부르군드인이 남쪽, 그리고 '바이바로스(Baibaros)'인이 이들 동쪽에 살고 있었다고 기록하였는데, 바이바로스인이 바바리아인일 것으로 보인다.[7]
- 아우크스부르크로의 순례에 관하여 565년에 지어진 한 시에서, 베난티우스 포르투나투스(Venantius Fortunatus)는 오스트리아의 알프스에서 독일의 다뉴브강으로 북쪽으로 흐르는 레흐강에 있는 바이오아리아(Baioaria)라는 땅을 언급했다.[1] 이들은 다뉴브강의 알레마니(Allemanni)와 인강(Inn) 근처에 기반한 브레오네스(Breones) 사이에 있었다.

어원에 관한 이러한 증거들은 보헤미아에서 기원했다는 '바이우바리(Baiuvarii)'라는 명칭은 1세기 이전에 존재하지 않았음을 보여준다. 이 시기에 게르만족 계통의 마르코만니의 왕인 마로보두스는 자신의 백성을 이끌고 이전에 켈트족 계통 보이족이 살았던 지역으로 이주하였다. 마로보두스왕 이후에 바이우바리인이 북쪽(보헤미아)나 판노니아로부터 바바리아에 이주하여 정착하였는지는 불확실하다.
카를 보슬에 의하면, 오늘날 바바리아 지역으로 바바리아인들이 이주했다는 것은 전설이다. 초기 바이우바리인은 프리데하인 프레스토비스(Friedenhain-Přešťovice)의 고고학적 그룹과 빈번히 관련 지어지고 있지만 이는 논쟁의 여지가 있다. 5세기 아틸라 통치기에, 중부 다뉴브 전역에는 카르파티아 동쪽과 북쪽 출신의 많은 민족들의 새로운 유입이 있었고, 많은 정치체들이 형성되고 파괴되었다.
따라서 488년 오도아케르 왕이 이탈리아로 철군한 이후, 노리쿰 리펜세(Noricum ripense)와 라에티아 세쿤다(Raetia secunda) 주에 바이우바리인들이 등장했으며, 이에 따라 이 일대에 이탈리아의 동고트인과 메로빙거 왕조의 프랑크인의 영향이 확장되었다는 것이 더 가능성이 있다. 이들은 스키리족(Sciri), 헤룰리족(Heruli), 수에비족(Suebi), 알레마니족(Alemanni), 나리스티족(Naristi), 튀링기족(Thuringi), 롬바르드족(Lombards)과 같은 게르만족들을 통합했다고 한다. 여기에는 비 게르만계인 로망스족, 즉 로마화된 켈트족이 포함되었다.
이 지역은 테오도리쿠스 마그누스의 동고트 왕국의 영향에 있었다. 이 시기 프랑크 왕 테우데베르트 1세(Theudebert I, c.500~548)는 북해에서 판노니아에 이르는 지역의 통치를 주장하였다. 그의 사후, 삼촌인 클로타르 1세는 가리발드 1세를 바바리아 공작으로 삼았다. 그는 아우크스부르크 혹은 레겐스부르크에 있었던 자신의 권력 기반을 바탕으로 아길롤핑 왕조를 세웠다. 8세기 경, 많은 바이우바리인들은 기독교로 개종하였다.
아길롤핑 왕조의 통치를 통하여 이들은 프랑크족에 더욱 가깝게 연결되었다.

## 같이 보기
- 오스트리아인